# Nectopsyche texana
Nectopsyche texana là một loài Trichoptera trong họ Leptoceridae. Chúng phân bố ở miền Tân bắc.